# Darreh Maḩalleh
Darreh Maḩalleh är en ort i Iran.   Den ligger i provinsen Gilan, i den nordvästra delen av landet, 220 km nordväst om huvudstaden Teheran. Darreh Maḩalleh ligger 181 meter över havet och antalet invånare är 283.
Terrängen runt Darreh Maḩalleh är kuperad. Runt Darreh Maḩalleh är det ganska glesbefolkat, med 45 invånare per kvadratkilometer. Närmaste större samhälle är Rostamābād, 15,4 km sydväst om Darreh Maḩalleh. I omgivningarna runt Darreh Maḩalleh växer i huvudsak blandskog.